# Bound to You
«Bound to You» − en español: «Atada a ti» − es una canción balada de la banda sonora de Burlesque interpretada por  la cantante pop estadounidense Christina Aguilera. Fue escrita por Sia, que ya había trabajado con Aguilera anteriormente en baladas como "You Lost Me", "All I Need", entre otras para su álbum Bionic (2010). Líricamente la canción habla que ella ha encontrado el amor verdadero y tenía miedo de confiar en él y caer en sus brazos.
Hecha para la película musical de Burlesque protagonizada por la misma y junto a la diva Cher, la canción fue nominada a los Golden Globes en la categoría «Best Original Song». La revista Billboard la catalogó como la mejor canción de la banda sonora.
El videoclip de la canción aparece Aguilera arriba de un escenario con un vestido verde elegante ajustado interpretando mientras el público la observa y ella recuerda aventuras con su pareja en la película. Fue interpretada por la misma Aguilera en The Tonight Show With Jay Leno.

## Antecedentes

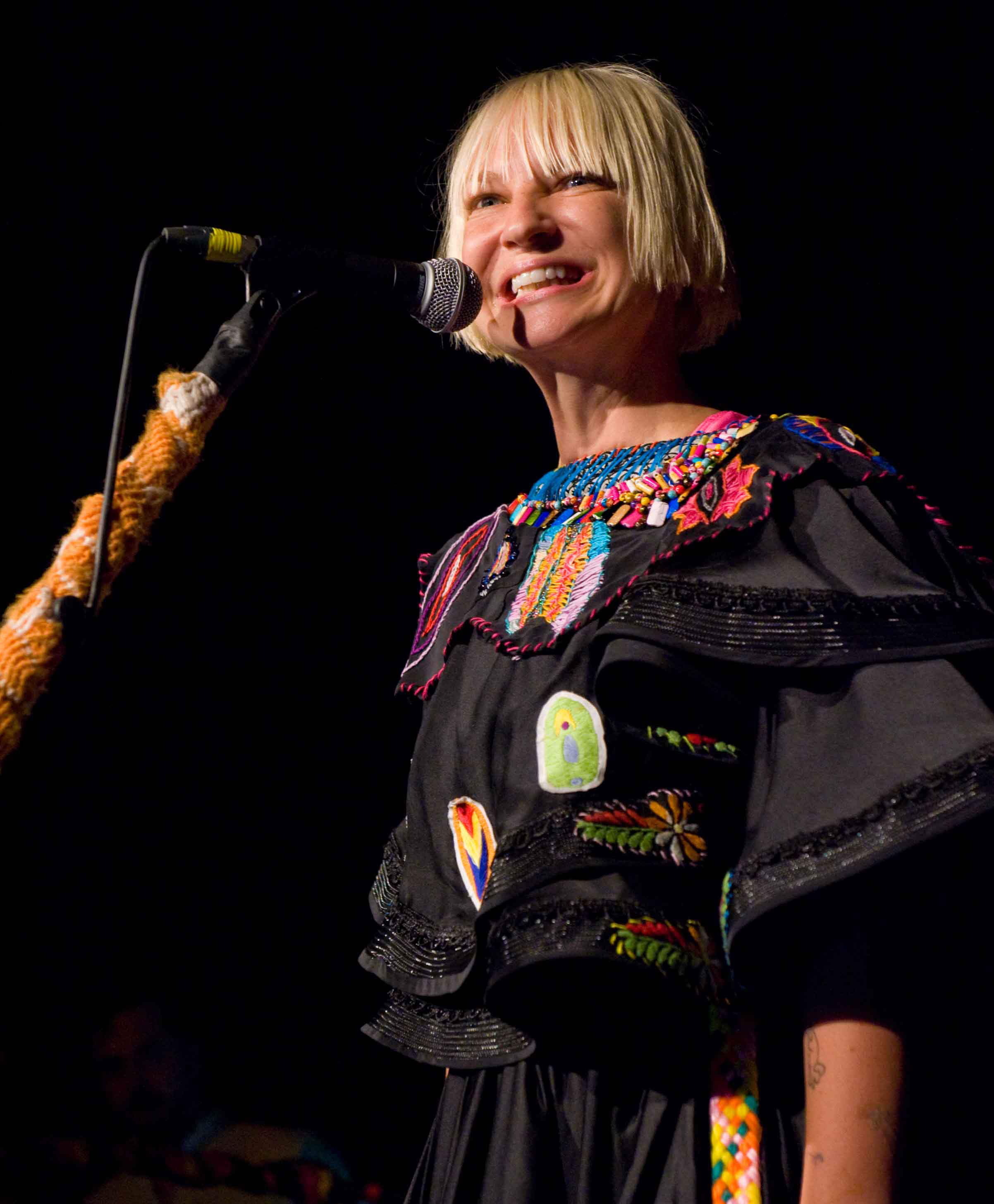
Sia, escritora de la canción "Bound to You".

Después de terminar su trabajo con su cuarto álbum de estudio titulado Bionic (2010), Aguilera confirmó que participaría en la banda sonora de Burlesque para la película musical del mismo nombre. En dicha banda sonora estaba incluida la pista "Bound to You". La canción fue escrita por Sia, y Christina Aguilera ayudó a co-escribirla, cabe mencionar que no es la primera vez que trabaja con Sia, ya que anteriormente había trabajado con ella para el álbum Bionic con las baladas "All I Need", "I Am" y para el último sencillo del mismo álbum, "You Lost Me".

## Información de la canción
Los autores de la canción son australianos Sia Furler (escritora), Samuel Dixon (productor musical) y Christina Aguilera, el trío ha creado otras baladas para Aguilera como "You Lost Me", que fue incluido en el álbum Bionic ( 2010 ). En una entrevista con la revista Billboard Aguilera confesó que "Bound to You" es su canción favorita de la banda sonora de Burlesque. La balada es una de las tres canciones escritas por Aguilera para la banda sonora de la película Burlesque (2010). La composición de la película antes mencionada, lo creó Steve Antin, quien más tarde se convirtió en director. La grabación surgió durante los años 2010 en los tres estudios: Sunset Sound y Larrabee Sound Studios en Hollywood, The Lips Red Room y el estudio personal de Christina Aguilera en su mansión en Beverly Hills.
En cuanto a la lírica de la canción se dirige desde la perspectiva de una mujer joven que está experimentando enamorarse por primera vez en su vida. La lírica con emoción se dirige con el objetivo del amor.

## Lanzamiento
La canción se estrenó el 17 de diciembre de 2010, tres días después del lanzamiento de la promoción del sencillo "You Haven't Seen The Last Of Me" por la diva Cher,  y después el estreno de la promoción de "Bound to You". Ambos sencillos para promocionar la película Burlesque (2010 ) y los derivados de la banda sonora, pero a diferencia de la canción de Cher, la canción de Aguilera no se pleneo su lanzamiento a sencillo de formato físico. El CD promo fue compuesta, además de la canción, ficha rendimiento de Aguilera de 7 de octubre de 2010 durante una conferencia de prensa en el Hotel Beverly Wilshire en Beverly Hills.

### Vídeo musical
El 23 de diciembre de 2010 aparecieron el vídeo musical que se utilizó en la película para la canción "Bound to You" y "You Haven't Seen the Last of Me", que consiste en escenas de película Burlesque. Los primeros clips duró un minuto y cuarenta y cinco segundos. Por último, ninguna de las baladas se promovió videoclip oficial.

## Críticas
La composición recogió muy buenas críticas, sin embargo el revisor de la revista Idolator Becky Bain claramente identificó a "Bound to You" como la canción "Beautiful" y la aclamó como "excelente", que tiene "una gran canción", se asemeja a la de la canción de Aguilera "You Lost Me" y "Lift Me Up", también agregó que se trata de "como el trabajo es de las nominaciones para los Premios de la Academia (los premios Oscars)". En conclusión, Bain escribió: "Una poderosa y emocionalmente cargado y adictivo, la canción 'Bound to You' que presenta Aguilera en la mejor forma, no sé por qué tan perturbadoramente hermosa balada fue creado para la película. rompiendo los ojos de sentimentalismo". Además, Antoine Reid, editor de la página web Decaptain.com, comparó "Bound to You" con los sencillos "You Lost Me". Según Reid, la canción "comienza con un poco tímida y poco a poco se convierte en una gran balada poderosa, conmovedora balada sobre cómo Aguilera heroína de la película Burlesque encontró el hombre, a quien podía confiar y confiarse inmensamente". Pamphleteer no encontró la canción para el éxito, pero le dio un noble título de "más auténtica y verdaderamente muestra", una balada en el acervo existente Aguilera. En el sitio web Movie Buzzers revisó la película como parte de su examen de la banda sonora de Burlesque: Original Motion Picture Soundtrack, escribió: "El más poderoso de todas las pistas que realiza Aguilera en la película es "Bound to You", una canción que  co-escribió y debe convertirse en una gran éxito para balada. Esta canción realmente tira en el corazón, y la severidad de la artista se emocionar al oyente no sólo se siente como si se escuchaba una canción desde el punto de vista de un personaje, pero también llama la atención sobre las vidas privadas de Aguilera, incluyendo su divorcio de su ex marido".

## Presentación en vivo
Por primera vez Aguilera interpretó la canción públicamente el 7 de octubre de 2010, en una conferencia de prensa en el Hotel Beverly Wilshire en Beverly Hills. Poco más de un mes después, el 18 de noviembre, fue la anfitriona del programa El Show de Jay Leno. Después de realizar una entrevista con Leno cantó la balada "Bound to You".

## Premios y nominaciones
| Año  | Premiación   | Premio                 | Nominación     | Resultado |
| ---- | ------------ | ---------------------- | -------------- | --------- |
| 2011 | Golden Globe | Mejor canción original | "Bound to You" | Nominado  |

## Créditos
| - Principales voces : Christina Aguilera - Productor : Samuel Dixon - Autor: Christina Aguilera, Samuel Dixon, Sia Furler - Arreglos y grabación de instrumentos: Oliver Kraus - Programación: Samuel Dixon - De grabación: Eric primavera - Asistente Grabadora Graham Hope | - Grabación de voz: Oscar Ramírez - Mixer Manny Marroquin - Asistente de sonido: Christian Plata - Guitarra acústica, barítono y eléctrica Gus Seyffert - Piano : Greg Kurstin - Drum Felix Bloxsome - Tambores : Samuel Dixon |